# Ursulinenkirche (Sopron)

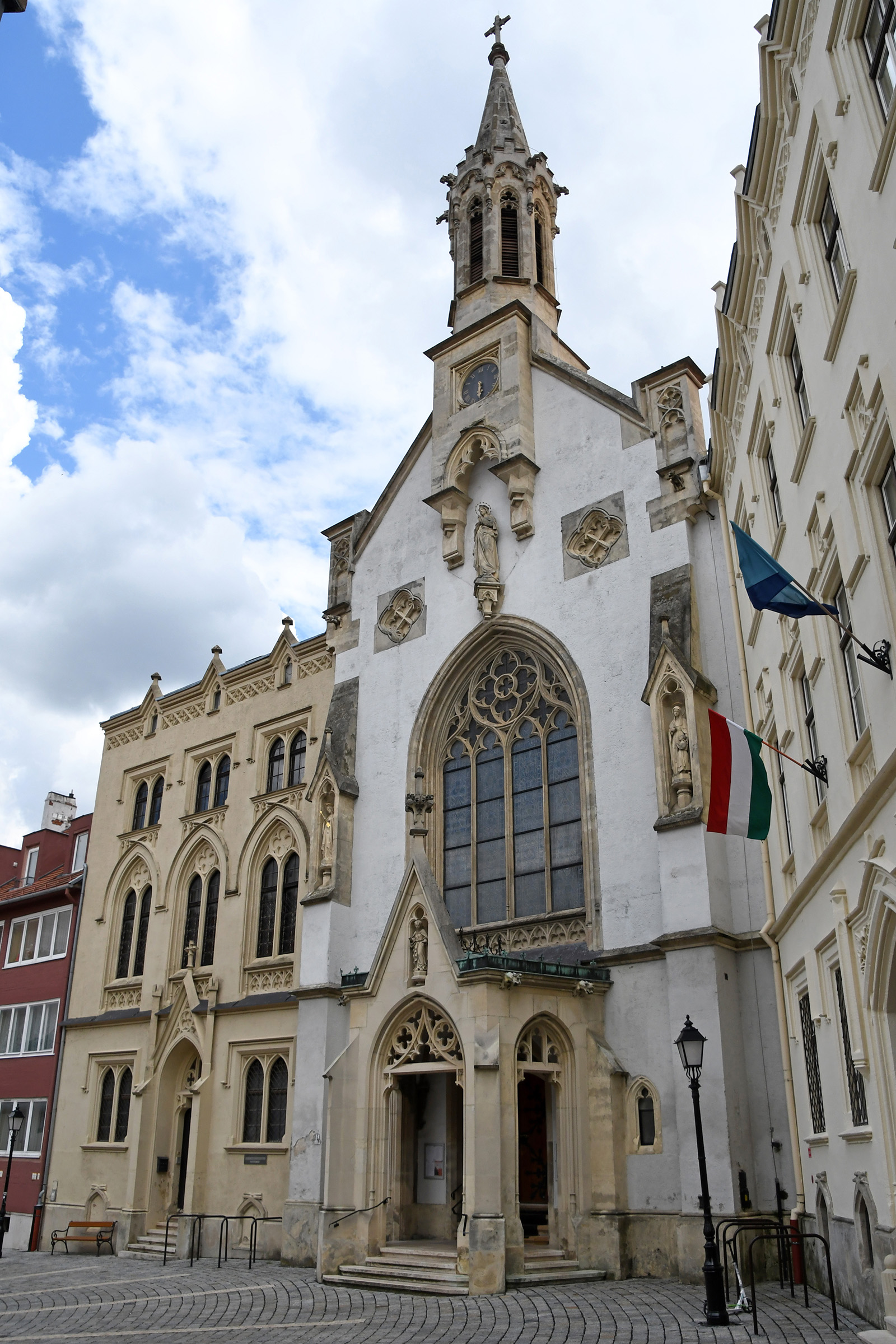
Kirche mit Klostergebäude

Die Ursulinenkirche (ungarisch Szeplőtelen Fogantatás-templom oder Orsolyita Szeplőtelen Fogantatás-templom) ist eine römisch-katholische Kirche in der ungarischen Stadt Sopron. Sie befindet sich am Orsolya tér 2 im südlichen Teil der historischen Innenstadt. 

## Beschreibung
Im Jahr 1746 wurde in Sopron das Kloster des Ordens Szent Orsolya gegründet. Damals wurde die erste Klosterkirche Szent Kereszt errichtet. Anstelle der baufällig gewordenen Kirche mit hölzernem Schindelturm wurde zwischen 1861 und 1864 nach den Plänen von Nándor Handler die heutige Kirche im Stil der Neogotik zusammen mit einem Ordenshaus und einer Schule erbaut. 
Über dem großen Fenster an der Fassade befindet sich eine Marienstatue und in den Nischen der beiden Eckpfeiler der Fassade befinden sich Statuen von Szent Orsolya und Merici Szent Angéla. Das Relief über dem Eingang ist ein Werk von Ernő Szakál aus dem Jahr 1947. Im Turm der Kirche befinden sich drei Glocken, die 1863 gegossen wurden. Die ursprünglichen Glasfenster der Kirche wurden durch die Verwüstungen des Zweiten Weltkriegs komplett zerstört. Die heutigen Fenster der Kirche aus farbigem Glas wurden 1999 und 2014 angefertigt.
Das Kloster wurde 1948 aufgelöst, das Klostergebäude beherbergt gegenwärtig die römisch-katholische Kirchenkunstsammlung. Auf dem Hof des Schulgebäudes wurden Überreste des römischen Südtors gefunden.

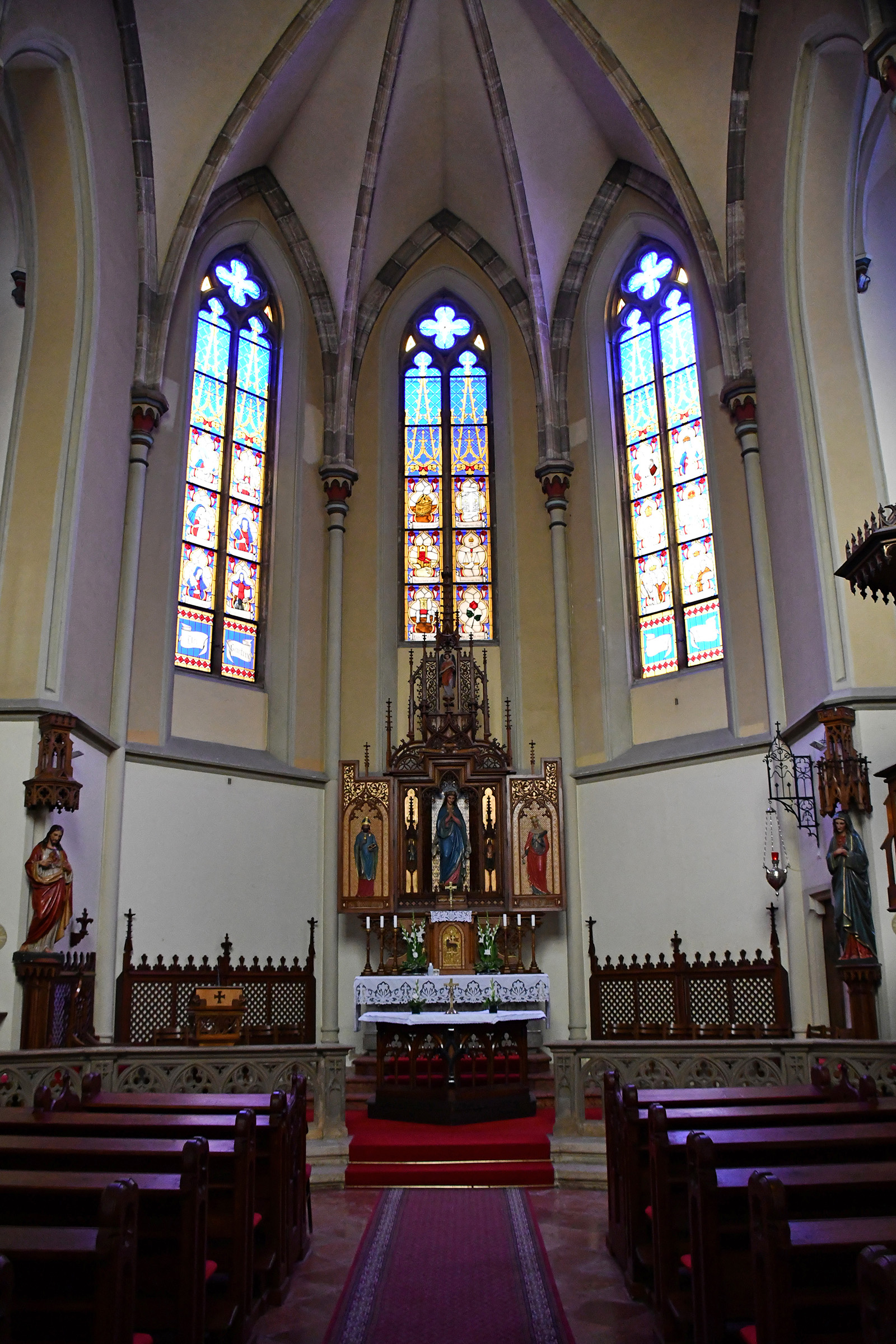
Innenraum der Kirche
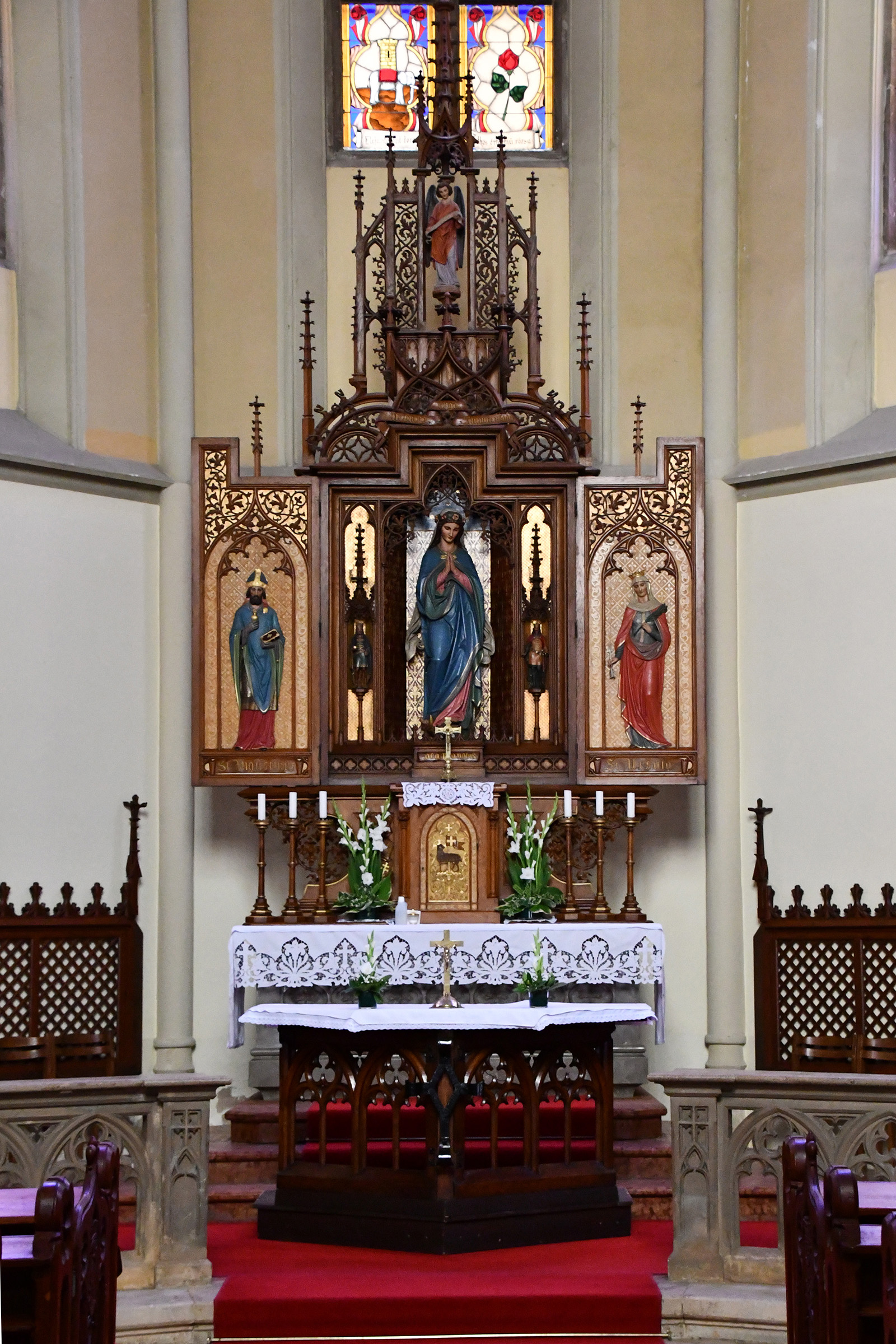
Ein Altar in der Kirche